# Liste der Monuments historiques in Floudès
Die Liste der Monuments historiques in Floudès führt die Monuments historiques in der französischen Gemeinde Floudès auf.

## Liste der Objekte
| Bezeichnung | Beschreibung          | Standort                                             | Kennzeichnung | Schutzstatus | Datum | Bild |
| ----------- | --------------------- | ---------------------------------------------------- | ------------- | ------------ | ----- | ---- |
| Glocke      | Bronze, 1763 gegossen | in der Kirche La Nativité de la Sainte-Vierge (Lage) | PM33000505    | Classé       | 1942  |      |